# Jaime I de Mônaco
Jaime I (21 de novembro de 1689 — 23 de abril de 1751), cujo nome completo era Jacques François Léonor Goyon, Conde de Matignon, foi Príncipe consorte e posteriormente príncipe-soberano de Mônaco de 1731 até 1733. Ele tornou-se regente em nome de sua esposa Luísa-Hipólita Grimaldi de 20 de fevereiro a 31 de dezembro de 1731.

## Biografia

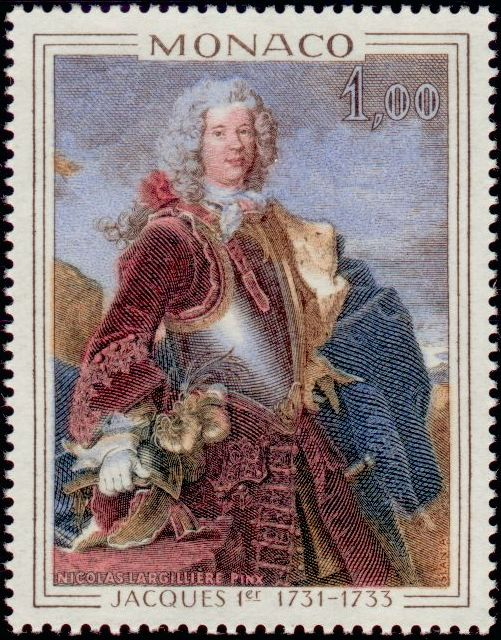
Selo de Mônaco em homenagem a Jaime I

Jaime era filho de Jaime Goyon, conde de Matignon, conde de Thorigny, e de sua esposa Charlotte. Desposou, em 1715, a princesa Princesa Luísa-Hipólita Grimaldi de Mônaco, a filha mais velha de Antônio I, Príncipe de Mônaco, com quem teve quatro filhos:
1. Honorato III, Príncipe de Mônaco (nascido em 1720), que sucedeu Jaime I em 1733.[1][2]
2. Carlos Grimaldi (nascido em 1722)
3. Francisco Carlos Grimaldi, Conde de Thorigny (nascido em 1726)
4. Carlos Maurício Grimaldi, Conde de Valentinois (nascido em 1727)

Após sua expulsão pela pressão da população monegasca, em maio de 1732, Jaime passou seus últimos anos na corte de Versalhes. Sua residência em Paris foi transformada no Hôtel Matignon, que é hoje a residência oficial do primeiro-ministro da França.